# Struthiolaria papulosa
Struthiolaria papulosa är en snäckart som först beskrevs av Martyn 1784.  Struthiolaria papulosa ingår i släktet Struthiolaria och familjen Struthiolariidae. Inga underarter finns listade i Catalogue of Life.

## Bildgalleri

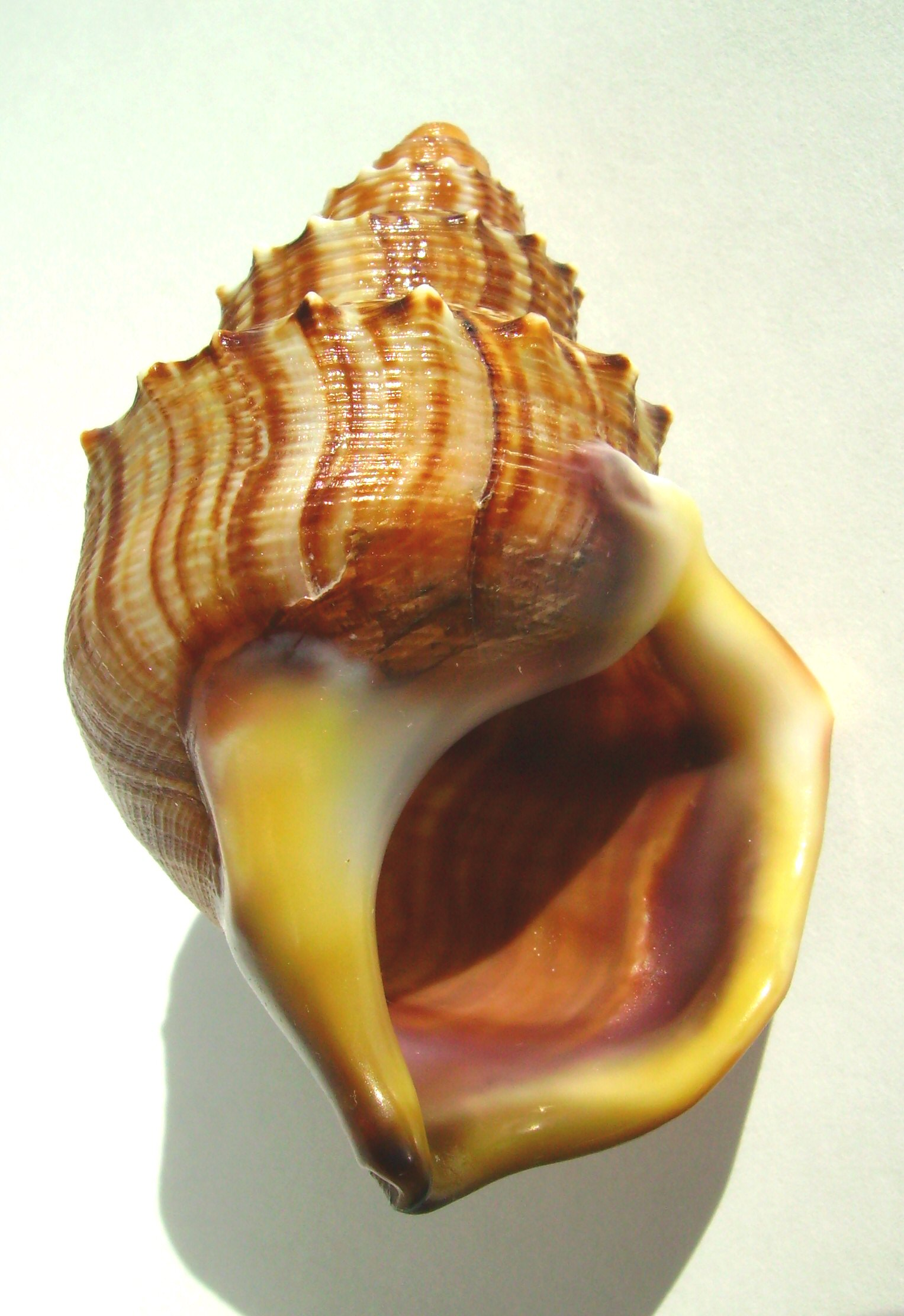